# 六日町インターチェンジ
六日町インターチェンジ（むいかまちインターチェンジ）は、新潟県南魚沼市余川にある、関越自動車道のインターチェンジ。南魚沼市の旧六日町域のほか、十日町市の最寄りとなるインターチェンジ。

## 道路
- E17 関越自動車道（17番）

## 接続する道路
- 国道253号

将来的には八箇峠道路（上越魚沼地域振興快速道路）と接続予定である。

## 料金所
- ブース数：5

### 入口
- ブース数：2
  - ETC専用：1
  - 一般：1

### 出口
- ブース数：3
  - ETC専用：1
  - 一般：2

## 六日町バスストップ
IC内にある高速バス停留所。客扱い後、県外線は引き続き関越自動車道を走行する。県内線の十日町線は、新潟行は関越自動車道へ流入し、十日町行は国道253号へ入る。

### 停車路線

#### 県外線
- 東京・大宮 - 長岡・新潟線（バスタ新宿・池袋駅東口 - 万代シテイバスセンター）
湯沢BS - 六日町BS - 魚沼BS
一部の便は当停留所は経由しない。

#### 県内線
- 【ときライナー】Ｔ 十日町線
山本（十日町市） - 六日町BS - 魚沼BS

## 周辺
- 上沼道 野田IC
- 魚沼スカイライン
- イオン六日町店
- ケーズデンキ六日町インター店
- 雪国まいたけ本社
- 上越線六日町駅 - 南へ約2.4km
- 北越急行魚沼丘陵駅 - 北へ約2.5km
- 斉藤記念病院
- 六日町温泉
- 龍言・坂戸城・雲洞庵
- 八海醸造・八海山・六日町八海山スキー場
- 三国川ダム
- 国道17号

## 隣
E17 関越自動車道
(16-1)塩沢石打IC/SA（下り線） - (17)六日町IC - (17-1)大和PA/SIC - (18)魚沼IC